# Skrzelopływka bagienna
Skrzelopływka bagienna, skrzelopływka północna (Branchinecta paludosa) - gatunek skorupiaka z rodziny Branchinectidae należącej do rzędu bezpancerzowców (Anostraca). 

## Opis
Długość samca 7,5-20,0 mm, samicy 7,5-16,0 mm

## Występowanie
Występuje w strefie podbiegunowej (od Skandynawii po Grenlandię i od Syberii po Alaskę i Labrador) oraz w Tatrach, gdzie uznawany jest za relikt polodowcowy. Na Słowacji występuje w Wyżnim Małym Furkotnym Stawku. Jedynym stanowiskiem w Polsce był Dwoisty Staw Gąsienicowy, ale skrzelopływka ostatni raz została zaobserwowana w nim w 1968 roku.

## Tatrzańska populacja
Polska populacja została odkryta w 1882 r. przez Antoniego Wierzejskiego. On, a następnie jego uczeń Alfred Lityński podejmowali nieskuteczne próby introdukcji skrzelopływki bagiennej do innych tatrzańskich jezior.
Wierzejskiemu nie udało się wyjaśnić dlaczego skrzelopływka nie występuje w innych stawach o podobnych warunkach ekologicznych, np. w sąsiednich Gąsienicowych Stawach. Dopiero badania Lityńskiego wytłumaczyły, co wyróżnia Dwoisty Staw. W zimie, gdy lód skuje powierzchnię zbiornika, zamyka powierzchniowe dopływy wody. Woda pod lodem stopniowo spływa podziemnymi odpływami. Wskutek tego zamarza dno stawu, mimo że w niektórych miejscach ma on 9 m głębokości. Jaja ulegają koniecznemu im do rozwoju przemrożeniu. Takie warunki uniemożliwiają też występowanie w stawie ryb, które stanowią zagrożenie dla tego skorupiaka.
Podczas badań przeprowadzanych w latach 1978–1984 i 1995–1996 naukowcy nie zaobserwowali skrzelopływki bagiennej w Dwoistym Stawie Gąsienicowym. Gatunek wyginął w Polsce najprawdopodobniej wskutek nieprzemyślanego zarybienia pstrągiem, jakie po wojnie, w latach 50. i 60. było przeprowadzane w Gąsienicowych Stawach. W niedużym stawie ryby podczas lata mogły wyjeść skrzelopływkę. W zimie pstrągi wyginęły, ponieważ staw zamarza do dna. Innymi możliwymi przyczynami wyginięcia skrzelopływki bagiennej w Polsce są: skażenie środowiska, nadmierny odłów w celach kolekcjonerskich i naukowych. 
Reintrodukcja skrzelopływki w Dwoistym Stawie wymieniana jest jako zadanie TPN.
W Polsce podlega ścisłej ochronie gatunkowej.

## Cykl życiowy
W tatrzańskich stawach wylęg następuje na początku maja. Samice z jajami (około 16-20 jaj w komorze lęgowej) pojawiają się w końcu sierpnia. Dorosłe osobniki giną w końcu października, gdy stawy zaczynają zamarzać. 
W wyższych szerokościach geograficznych cykl życiowy skrzelopływki jest krótszy. Wylęg następuje pod koniec czerwca, okres larwalny trwa 20-30 dni, reprodukcja rozpoczyna się od końca lipca do połowy sierpnia i trwa 35-45 dni. 
Wyschnięcie i przemarznięcie złożonych jaj w okresie zimowym, jest konieczne, aby na wiosnę mogły wylęgać się z nich młode osobniki.
Skrzelopływka bagienna jest jedynym znanym przedstawicielem rzędu bezpancerzowców, u którego występuje heteroplazmia

## Systematyka
W 1987 r. odkryto skrzelopływkę bagienną w górach Tienszan, co doprowadziło do wyróżnienia dwóch podgatunków: Branchinecta paludosa paludosa (O. F. Müller, 1788), Branchinecta paludosa tjanshanica (Akatova, 1987). 
Ze względu na szereg różnic anatomicznych między populacją tatrzańską, a populacją arktyczną Kazimierz Gajl w 1934 r. w swojej pracy postulował wyodrębnienie osobnego gatunku Branchinecta polonica.